# Austrijska služba u inozemstvu
Austrijska služba u inozemstvu (njem. Auslandsdienst Österreichs) je alternativni oblik služenja civilne službe u Austriji, koji se provodi u inozemstvu. Oblici služenja su: Austrijska spomen-služba, Austrijska socijalna služba u inozemstvu i Austrijska mirovna služba u inozemstvu. Ideja o osnivanju ovoga oblika civilne službe, zasnovana je na njemačkom projektu Aktion Sühnezeichen Friedensdienste (ASF), a inicijator je austrijski politikolog Andreas Maislinger. Ovo je treći i najnoviji oblik služenja mladih Austrijanaca i pored služenja obaveznog vojnog roka i civilnog služenja, predstavlja jednu moguću alternativu.

## Zakonska regulativa
Austrijski zakon ne poznaje pojam služba u inozemstvu. Kako se civilno služenje smatra državnom službom na teritoriju Austrije, po Zakonu o civilnom služenju u pravnom smislu ovaj oblik ne predstavlja posebnu formu civilnog služenja. Sudionik u inozemnoj službi se, kroz ovaj oblik služenja oslobađa obaveze služenja u civilnoj službi. Sličan oblik civilnog služenje je u Njemačkoj pod nazivom Drugačiji oblik služenja (njem. Anderer Dienst im Ausland (ADiA))

## Povijest
Krajem 1970.-tih Andreas Maislinger inicira ozakonjenje ovakvog oblika služenja obaveze vojnog roka u Austriji, koja prvenstveno za cilj ima obilježavanje spomena na žrtve holokausta. U televizijskoj emisiji Kreuzverhör, 10. listopada 1980. godine, na poziv austrijskoga novinara Antona Pelinke, Andreas Maislinger je prezentirao svoj koncept služenja u bivšem Sabirnom logoru Auschwitz. Tadašnji predsjednik Austrije Rudolf Kirchschläger je odbio njegov koncept, riječima: 
 Tek 1995. godine Kirchschläger je priznao pozitivne rezultate i odjek u svijetu o služenju i konceptu Maislingera.
Godine 1980./'81. Maislinger s Joachimom Schlörom radio je kao volonter u projektu njemačke ASF, pod vodstvom njemačkih književnika Volker von Törnea i Christopha Heubnera, gdje je Državnom muzeju Auschwitz-Birkenau surađivao i vodio grupe njemačke mladeži. Nakon povratka u Austriju, Maislinger je bio uvjeren, da je ovakav ili sličan oblik služenja moguć i u Austriji. Podršku je dobio od Simona Wiesenthala i dr.

### Realizacija
U svibnju 1991. godine, tadašnji austrijski ministar unutrašnjih poslova Franz Löschnak, obavijestio je Andreasa Maislingera pismom, da je od strane austrijske Vlade, moguće službovanje u inozemstvu, kao alternativa za civilno služenje te da se odobravaju potrebna novčana sredstva u okviru austrijskog ministarstva unutarnjih poslova. Već, 1. rujna 1991. u Državni muzej Auschwitz-Birkenau odlazi prvi obveznik s ciljem njegovanja sjećanja na žrtve holokausta.

### Razvoj
U studenom 1997. godine donesena je nova zakonska odredba, kojom se omogućava službovanje u inozemstvu, također za druga dva oblika: socijalnu službu i mirovnu službu. Za vrijeme mandata austrijskog ministra unutrašnjih poslova Ernsta Strassera 2001. godine osnovano je udruženje Auslandsdienst-Förderverein, koje je zaduženo za raspodjelu novčanih sredstava nezavisnih organizacija. U međuvremenu je više od 1100 mladih Austrijanaca iskoristilo ovaj način služenja, te služilo na svih pet kontinenata. Danas je Verein Österreichischer Auslandsdienst (VÖA) jedna od osnovnih organizacija, koja pomaže pri izvođenju služenja Austrijanaca u inozemstvu.

## Financiranje
Svakoj organizaciji, austrijska Vlada odobrava određena novčana sredstva po članku § 12b Zakona o civilnom služenju Svaki obveznik se potpomaže s maksimalnim iznosom od 9.000 €. Moguća je daljnja raspodjela sredstava, čime se omogućava većem broju obveznika, sudjelovanje u projektu, što, s druge strane, umanjuje iznos podrške na minimalno 4.500 €. Ovom podrškom države omogućava se ovakvo služenje obveznicima, ali se istovremeno ograničava njihov broj.